# Hudson (folyó)
A Hudson (ejtsd: háddzön) egy 507 (más források szerint 493 vagy 492) km hosszú folyó Észak-Amerikában, az USA New York és New Jersey államaiban. Vízgyűjtő területe 36 260 km².

## Földrajzi helyzete
Az Adirondack-hegység keleti részén, a Mount Marcy hegy lejtőjén ered, majd a Champlain-árokban folyik dél felé. New Yorknál, szétterülő tölcsértorkolattal ömlik az Atlanti-óceánba – Hoboken és Manhattan közötti szakasza azonban egy, a kainozoikumi eljegesedés során kialakult fjord, és ekképpen a tölcsértorkolatok jellegzetességeit mutatja. Az összeszűkülő meder neve Narrows, efölött ível át a világ egyik leghíresebb függőhídja, a Staten Islandet Brooklynnal összekötő, 1964-ben átadott Verrazano-Narrows híd. A híd szabad főíve 1305 m, a kábeleket tartó tornyai 211 m magasak.

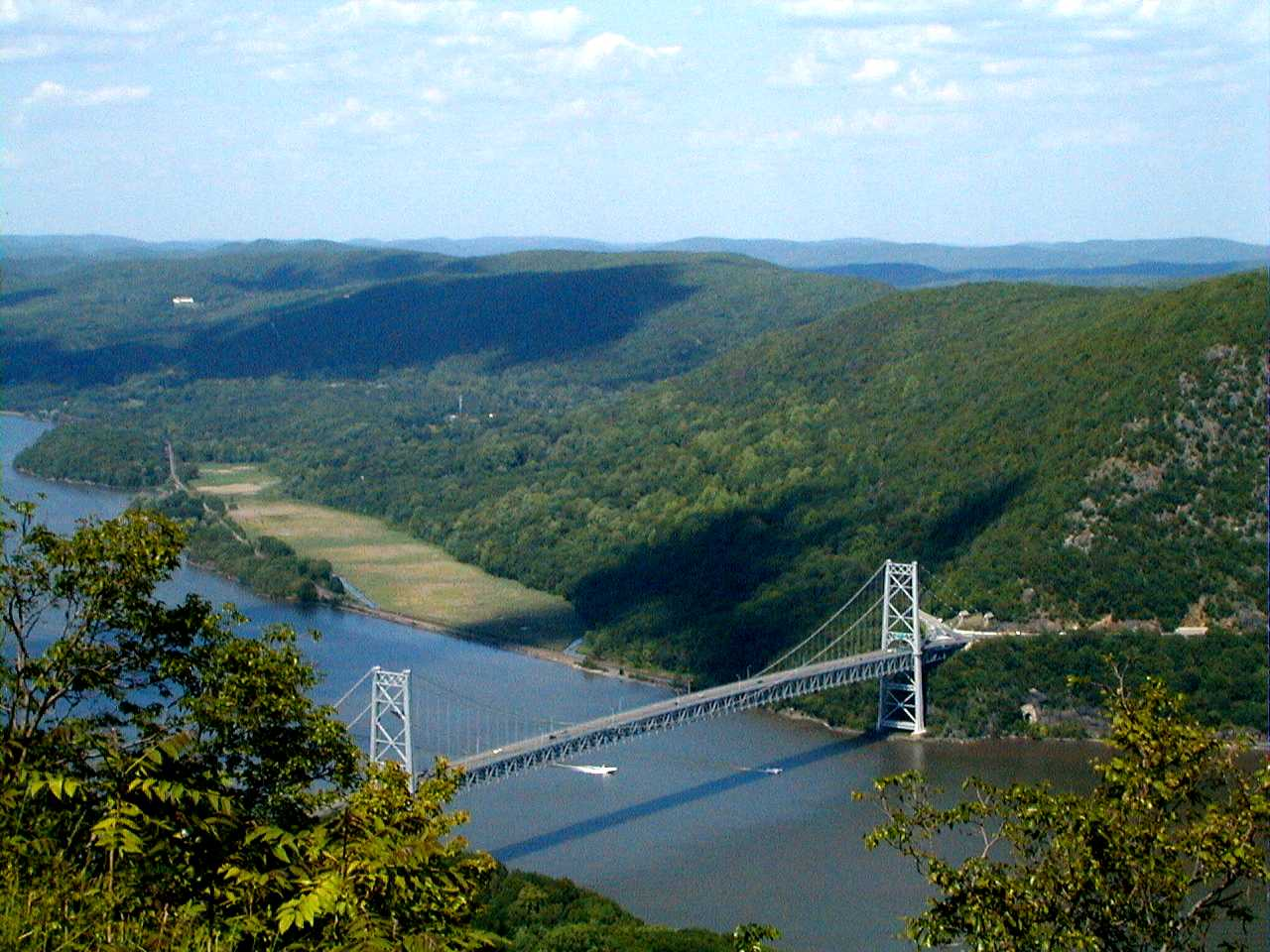
Bear Mountain híd

Medre szabályozott, csatornázott, Albanyig óceánjárókkal is hajózható. Jobb oldali mellékvize a Mohawk folyó, amelyet az Erie-csatorna köt össze a Nagy-tavakkal. A Champlain-tóval és a Szent Lőrinc-folyóval a New York State Barge Canal köti össze.
1609-ben fedezte föl Henry Hudson, aki föl is hajózott rajta a mostani Albany városáig.

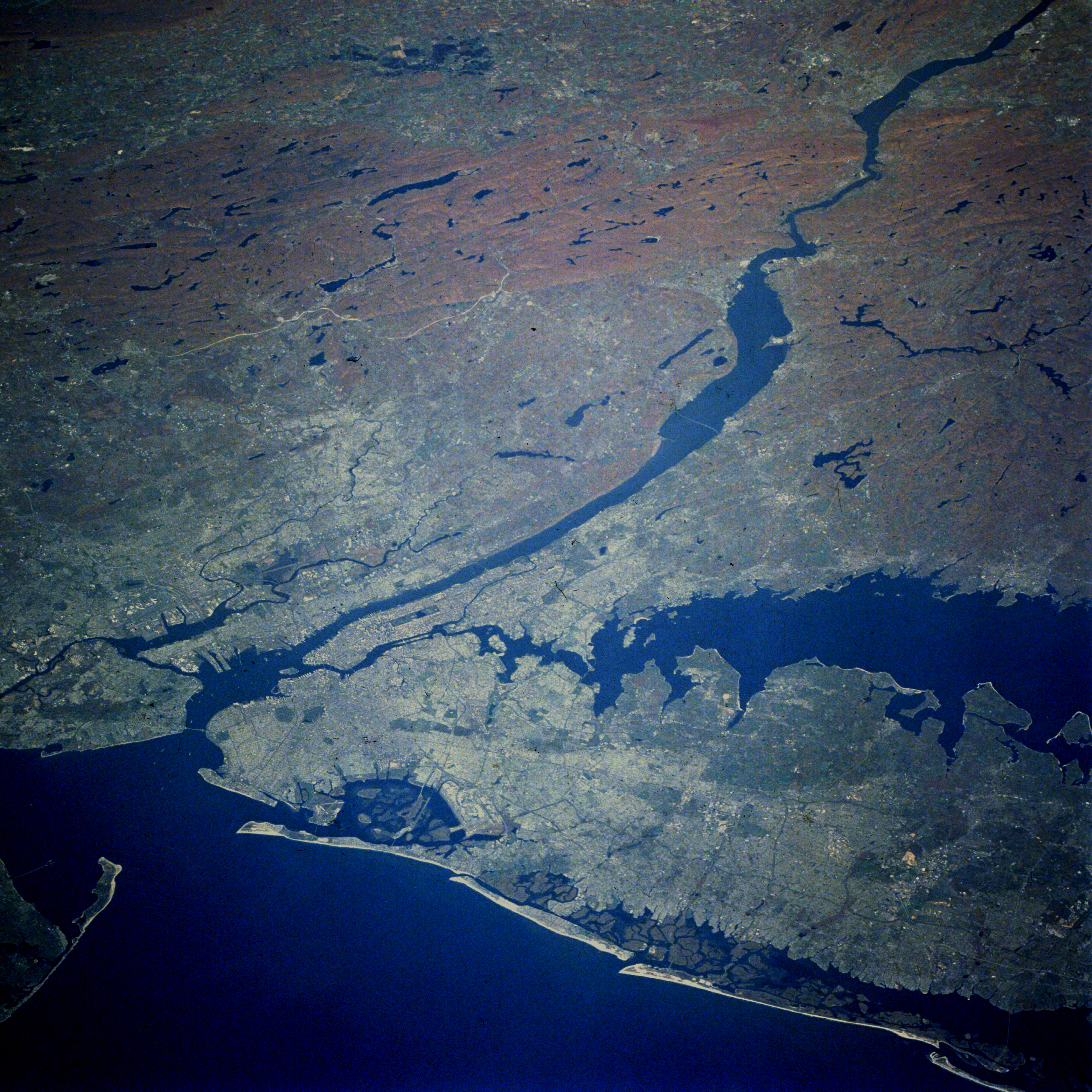
A Hudson torkolata New Yorknál egy műholdképen